# Xã Clear Creek, Quận Stafford, Kansas
Xã Clear Creek (tiếng Anh: Clear Creek Township) là một xã thuộc quận Stafford, tiểu bang Kansas, Hoa Kỳ. Năm 2010, dân số của xã này là 32 người.